# 維特維齊亞河
維特維齊亞河（烏克蘭語：Витвиця），是烏克蘭的河流，位於該國西部，屬於斯維恰河的左支流，流經伊萬諾-弗蘭科夫斯克州，河道全長29公里，流域面積149平方公里。